# Географічне положення України
Географічне положення України визначає її як велику східноєвропейську державу, що межує з сімома іншими європейськими державами суходолом та омивається водами Чорного і Азовського морів на півдні. Україна має достатнє забезпечення основними природно-сировинними ресурсами для всебічного розвитку господарства, сприятливий рівнинний рельєф для економічного розвитку та інтеграції всіх регіонів різноманітними шляхами сполучення, достатні водно-кліматичні ресурси для розвитку аграрного виробництва. Внаслідок історичного розвитку на початку XXI століття перебуває на цивілізаційному фронтирі між країнами Заходу і Сходу.
Розрізняють три основні види географічного положення країни: майже незмінне в часі фізико-географічне та два дівергентних у часі — економіко- та політико-географічне[⇨].

## Фізико-географічне положення
Фізико-географічне положення України характеризує її розміщення в географічній системі координат та природному просторі з його об'єктами і процесами, які впливають на природу країни. Фізико-географічне положення кожної країни унікальне. Україна розташована в Північній (між 52°22' та 44°23' паралелями) та Східній півкулях (між 22°10' та 40°13' меридіанами), на континенті Європа (західна частина материка Євразія), на південному заході великої Східноєвропейської рівнини (що займає майже увесь терен східної частини Європи), займає частину Східних Карпат на заході та Кримські гори на крайньому півдні. Територія України лежить приблизно на широтах Франції, північної частини США і південних районів Канади, тож має й аналогічні природні умови. Територія України відносно компактна, вона простягається із заходу на схід на 1316 км, а з півночі на південь — на 893 км. Загалом територія України витягнута із заходу на схід на 400 км більше, ніж з півночі на південь; довжини північної і південної частин значно менші, ніж центральної, видовженої в широтному напрямку.
Площа України — 603,7 тис. км², що становить 5,7 % території Європи та 0,43 % території суходолу світу Значні розміри та особливості конфігурації обумовлюють певні відмінності в природних умовах на території країни. Україна лежить (з півночі на південь) у природних зонах мішаних лісів, Лісостепу і Степу.

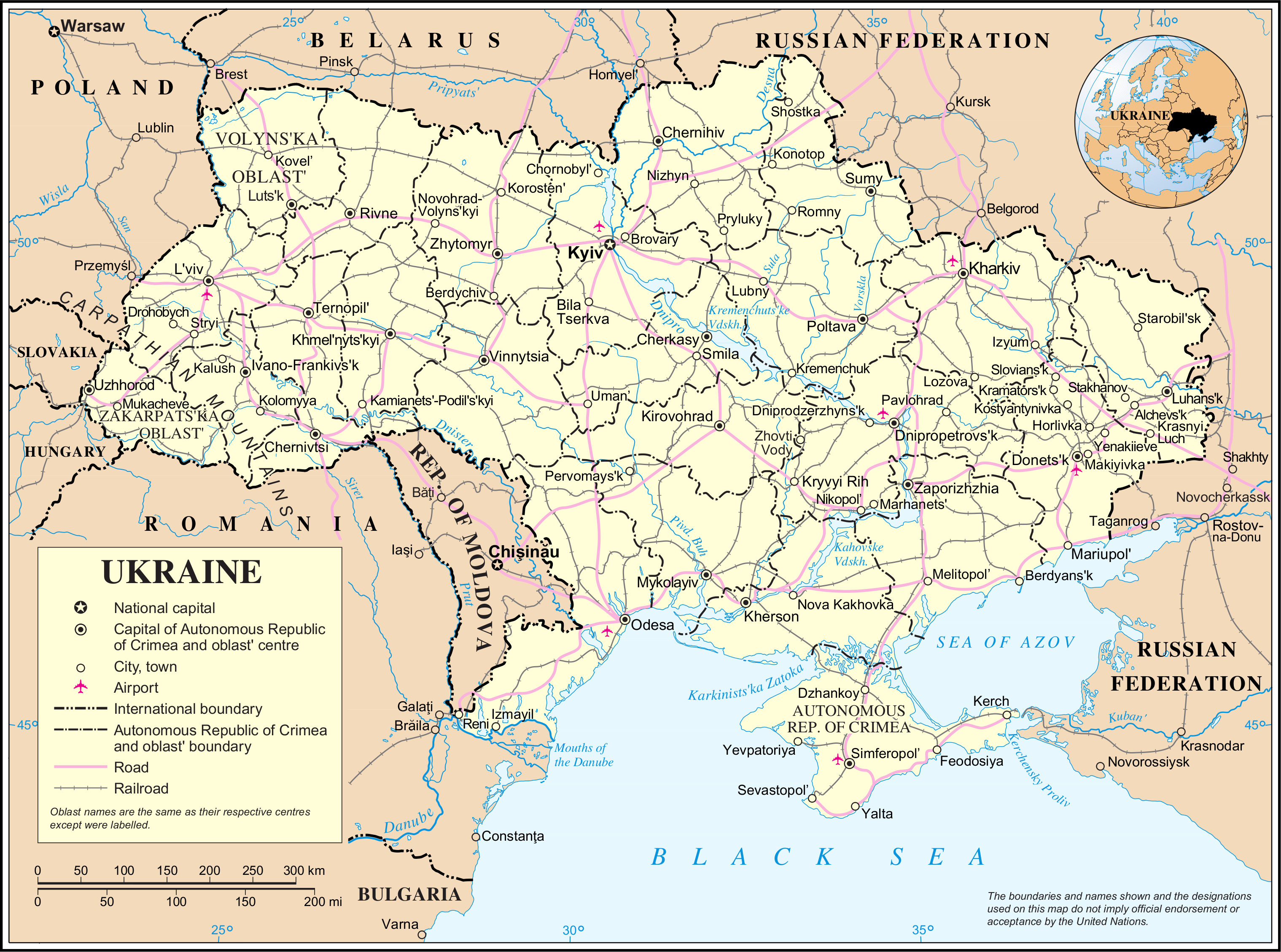
Карта України від ООН (англ.)
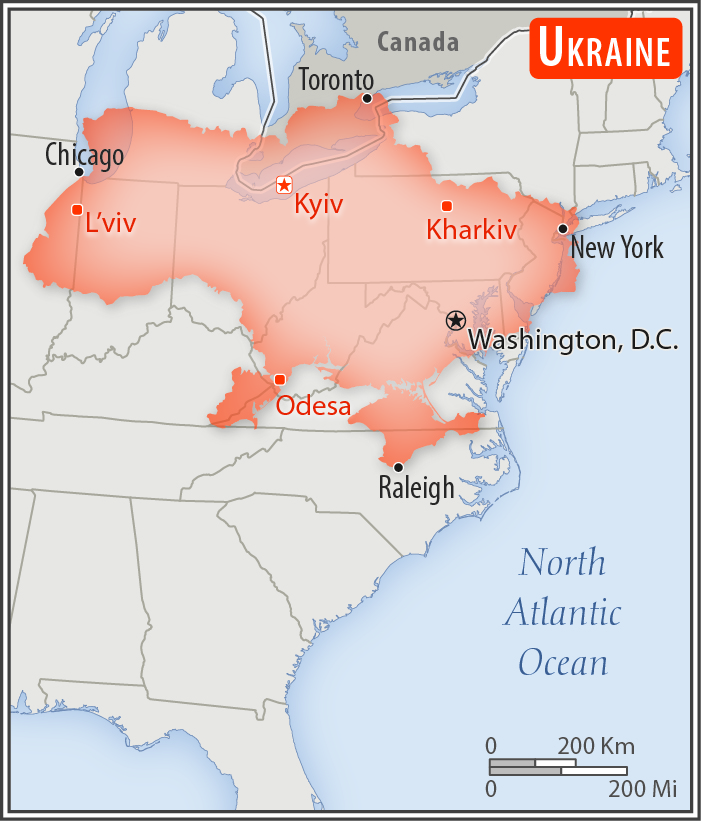
Порівняння розмірів території України та США
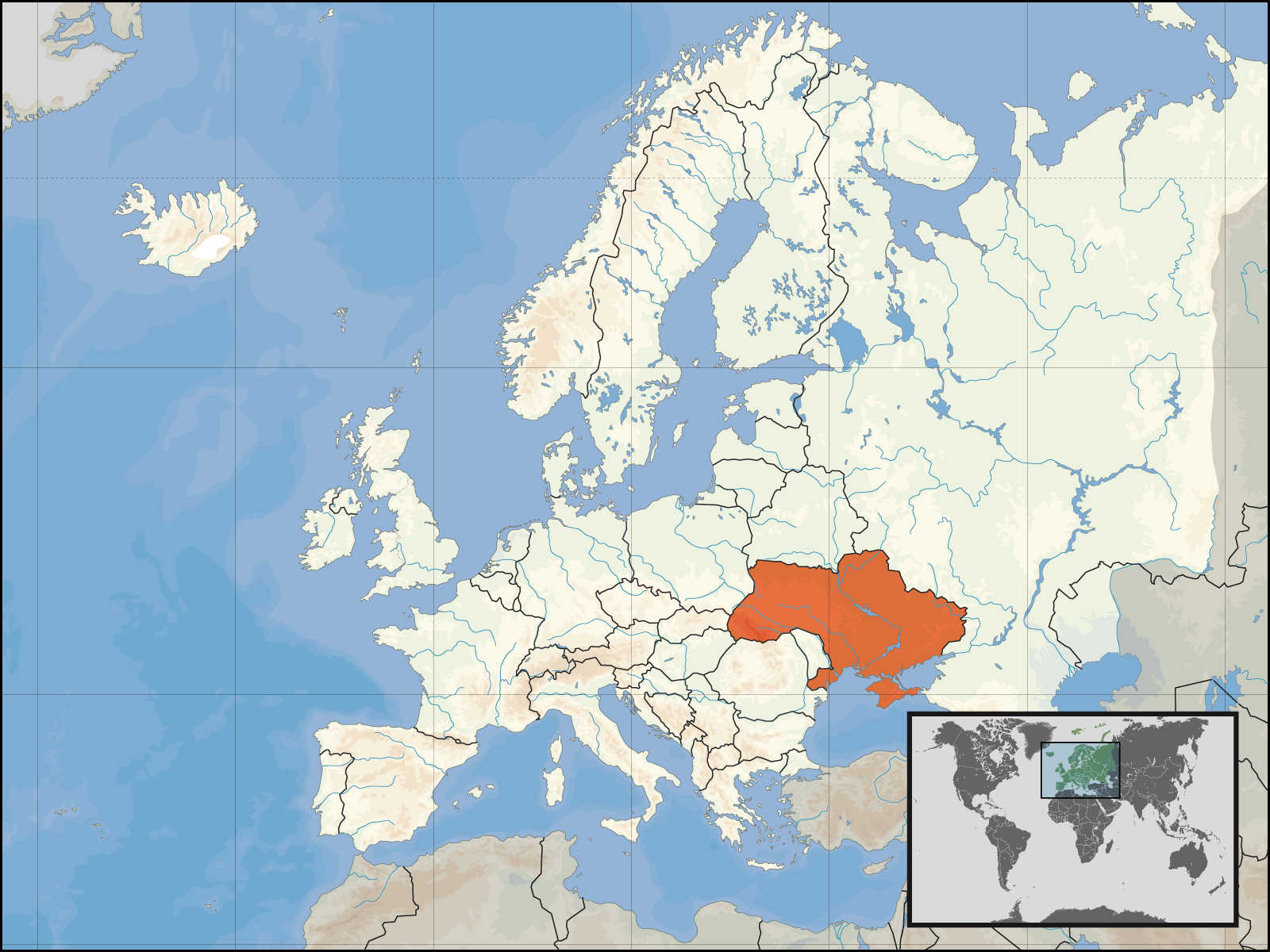
Україна на карті Європи
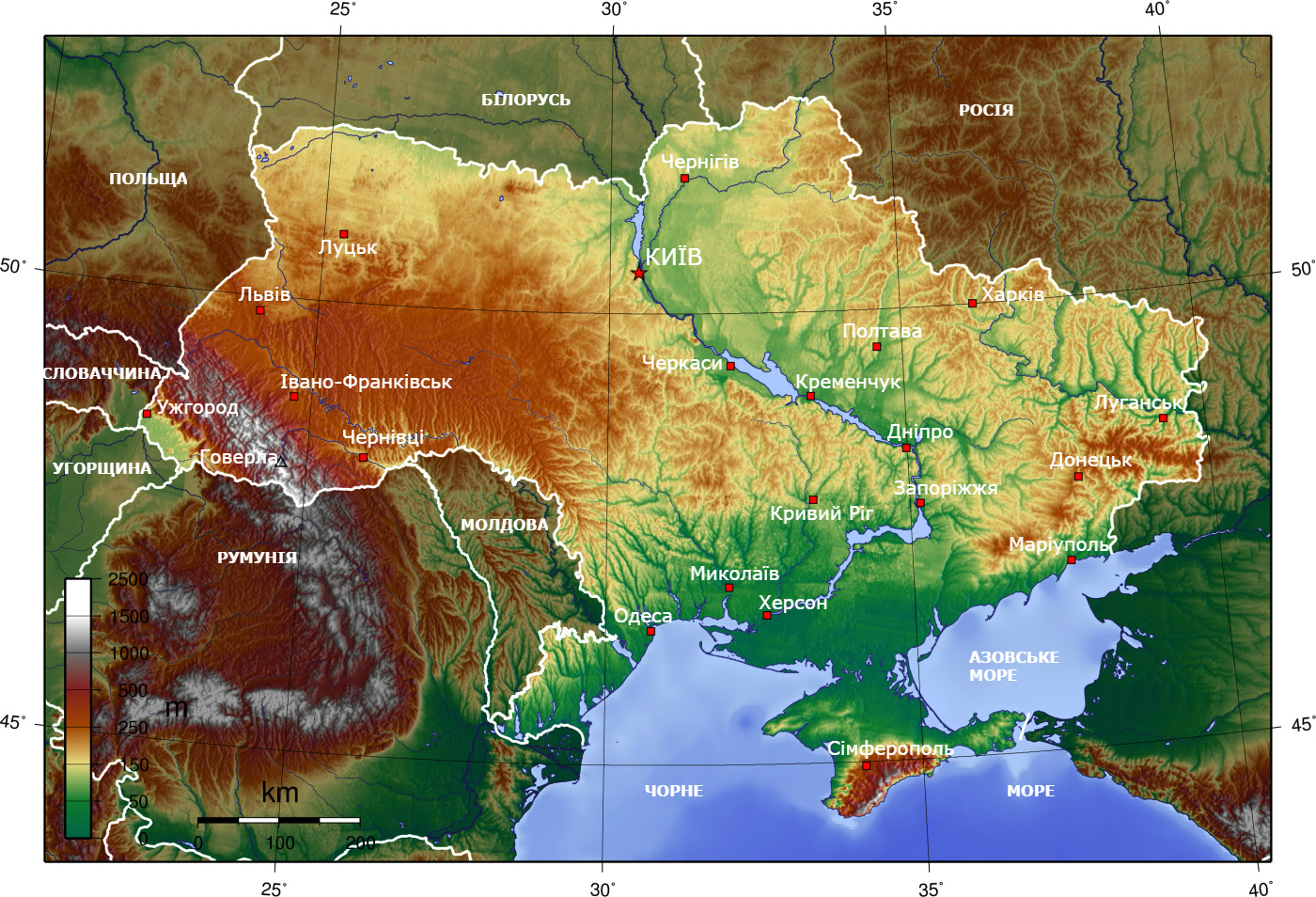
Карта рельєфу України

Крайні пункти території України:
- крайня північна точка — урочище Петрівське села Грем'яч Новгород-Сіверського району Чернігівської області, на державному кордоні з Російською Федерацією (Брянська область) 52°22′46″ пн. ш. 33°11′28″ сх. д. / 52.37944° пн. ш. 33.19111° сх. д.;
- крайня південна точка — на мисі Сарич, у Форосі на Кримському півострові 44°23′11″ пн. ш. 33°46′38″ сх. д. / 44.38639° пн. ш. 33.77722° сх. д.;
- крайня західна точка — поблизу села Соломоново біля міста Чоп у Закарпатській області, на кордоні зі Словаччиною48°25′06″ пн. ш. 22°08′13″ сх. д. / 48.41833° пн. ш. 22.13694° сх. д.;
- крайня східна точка — на околиці села Рання Зоря Міловського району Луганської області, на кордоні з Росією 49°15′38″ пн. ш. 40°13′40″ сх. д. / 49.26056° пн. ш. 40.22778° сх. д..
- географічний центр України знаходиться на північній околиці села Мар'янівка Черкаської області[b][6] 49°01′39″ пн. ш. 31°28′58″ сх. д. / 49.02750° пн. ш. 31.48278° сх. д..

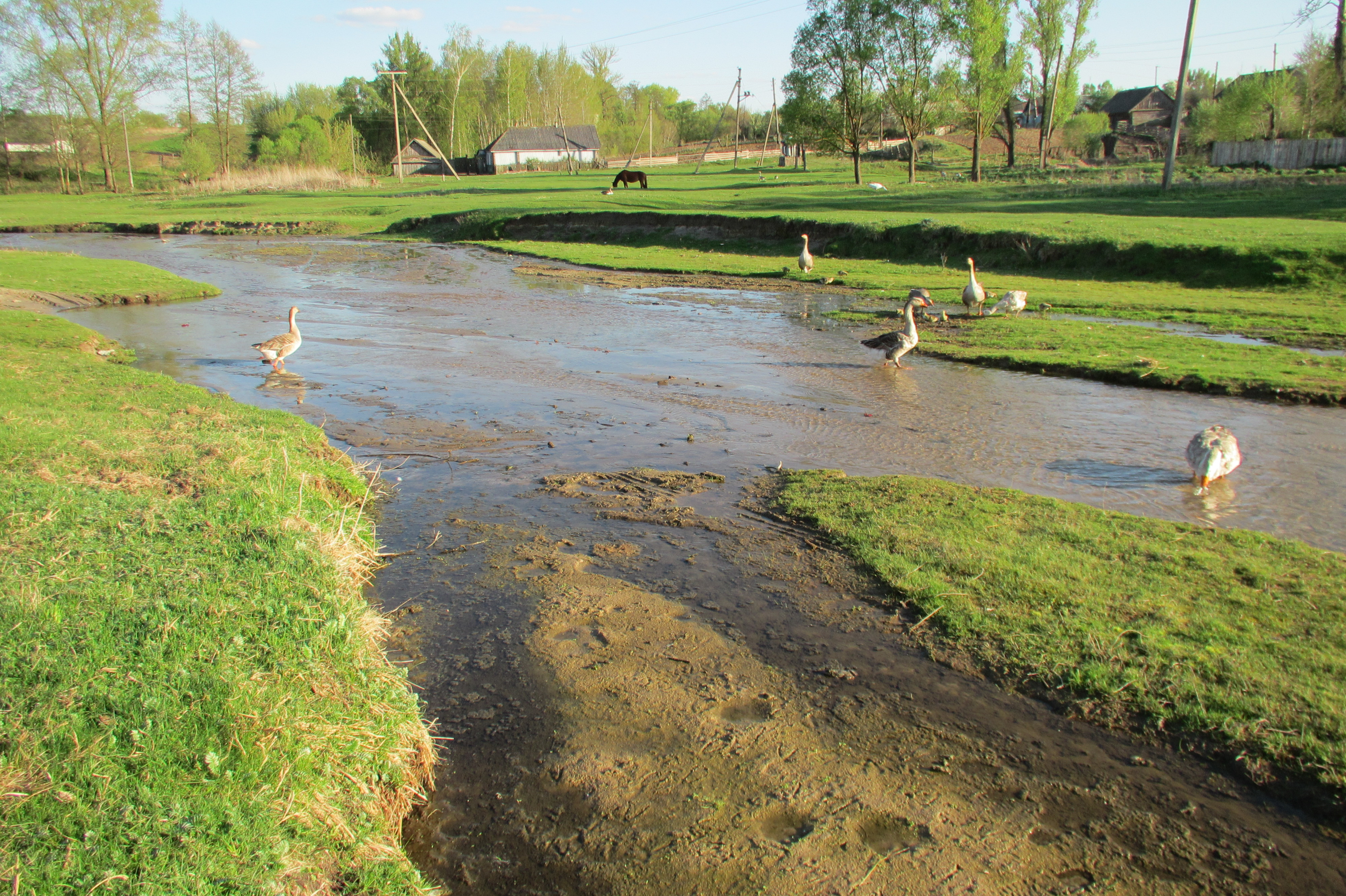
Село Грем'яч
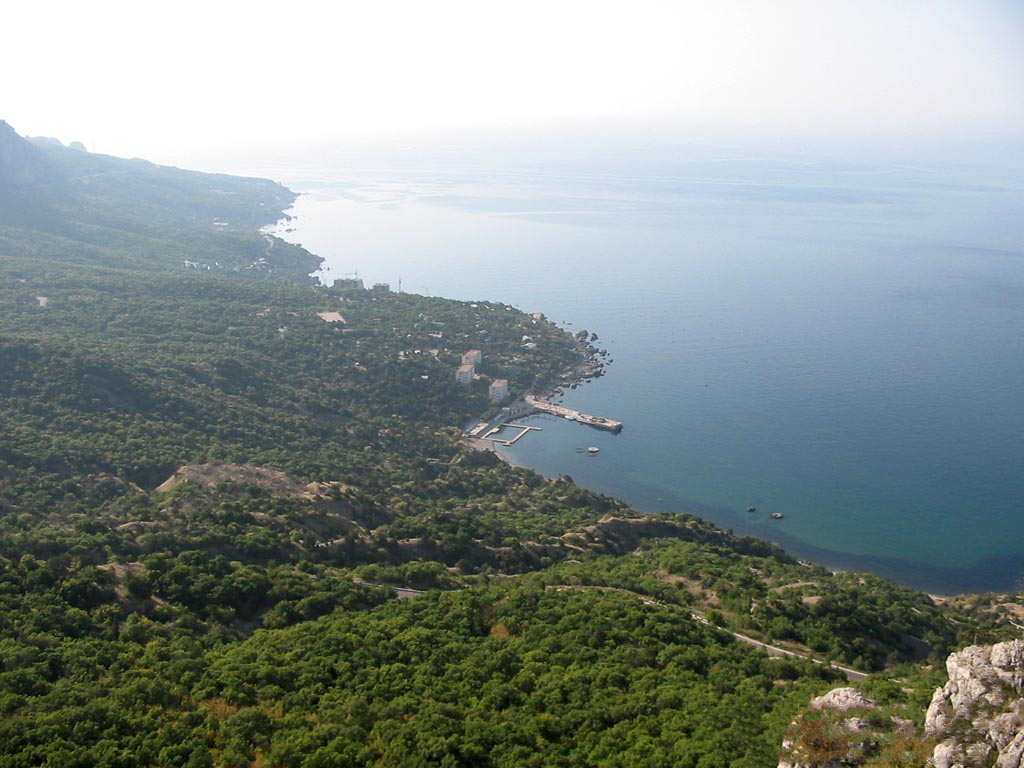
Вид на мис Сарич
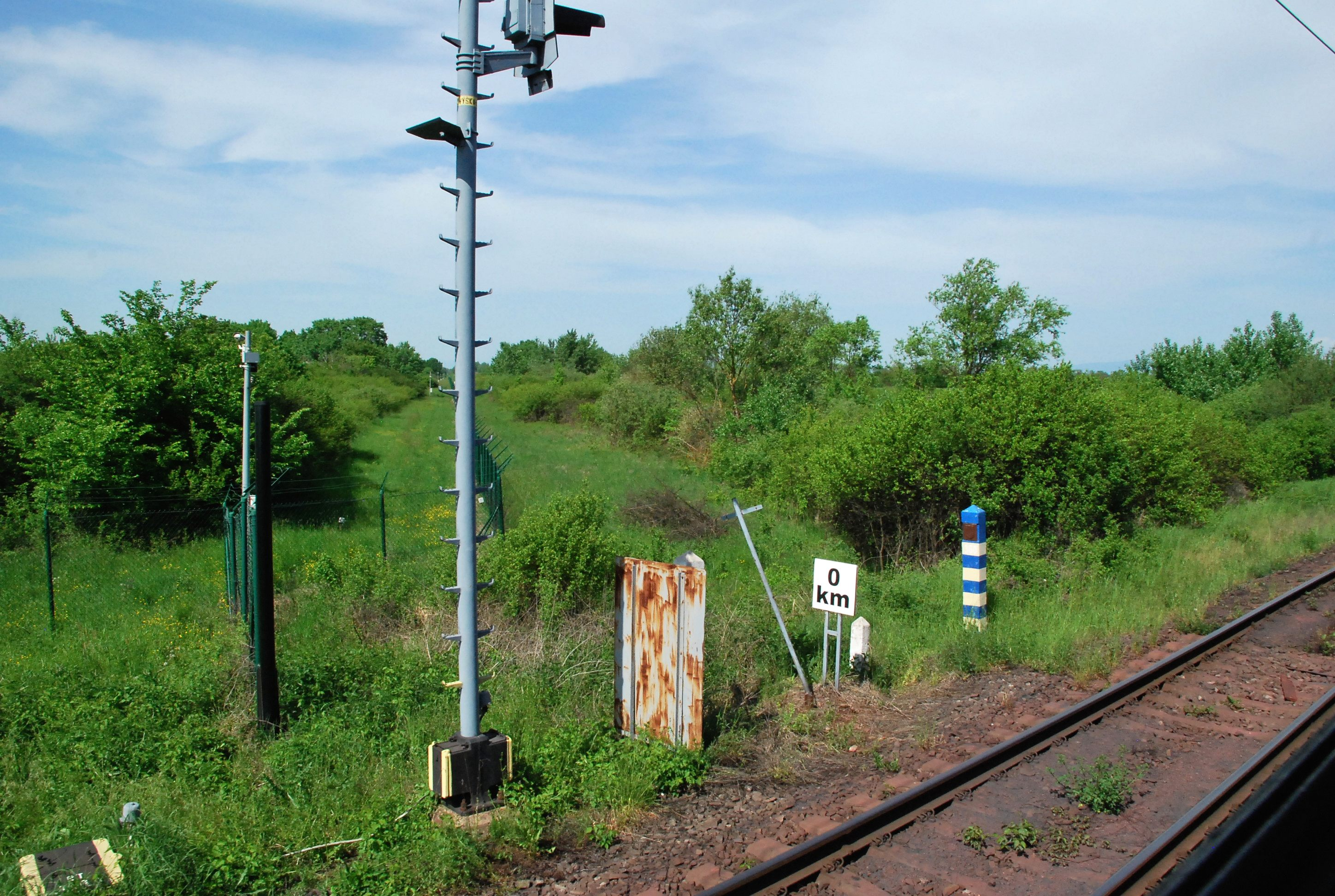
Прикордонний знак №360 у Соломоново
Географічний центр України

Територія України обмежена державним кордоном, що відділяє суходіл, води, надра та повітряний простір держави від аналогічних складових територій інших держав. Загальна протяжність кордону України становить 6993,63 км, з яких на суходіл припадає 5638,63 км. Кордон проходить переважно рівнинними районами, гори займають незначну територію (на заході у Карпатах).
Україна на півдні омивається водами Чорного, на південному сході — Азовського морів Атлантичного океану. Загальна довжина морського узбережжя 2782 км. Згідно з Конвенцією Організації Об'єднаних Націй з морського права (UNCLOS) 1982 року, протяжність територіальних вод країни встановлено в 12 морських миль (22,2 км). Виключна економічна зона встановлена на відстань 200 морських миль (370,4 км) від узбережжя. Континентальний шельф — до глибин 200 м, або технічної можливості освоєння (стаття 76).
Завдяки рівнинному рельєфу природні умови та значення окремих компонентів в Україні змінюються поступово зі сходу на захід (зволоженість та континентальність клімату) і з півночі на південь (середні температури та норми атмосферних опадів). Географічне положення України сприятливе в природно-ресурсному відношенні, займає вигідне для життя населення та господарської діяльності положення та характеризується великим і різноманітним природоресурсним потенціалом. Територія України належить до найбільш густонаселених і здавна освоєних територій Європи. Територія країни розташована в межах різних геологічних структур, з цим пов'язане багатство мінерально-сировинних ресурсів. Відносна віддаленість від Атлантичного океану території країни обумовлюють панування на більшій її частині помірного континентального клімату. Рівнинність території країни сприяє проникненню повітряних мас із різними характеристиками, що визначає зміну погодних умов. Сухе й прозоре арктичне повітря з півночі взимку приносить морозну погоду, а влітку безхмарну. Аналогічним чином діє і повітря Сибірського антициклону зі сходу, викликаючи влітку посуху та суховії. Вологе морське повітря з Атлантики, що його приносять західні вітри несуть із собою дощі та різку зміну погоди, взимку часті відлиги. Переважно рівнинний характер рельєфу України (95 % площі зайнято рівнинами, низовинами та височинами) сприятливий для аграрного виробництва, прокладання шляхів сполучення, рівномірності розселення. Таким чином, саме фізико-географічне положення України обумовлює основні особливості її природи.

## Політико-географічне положення
Політико-географічне положення України визначається її просторовим положенням на політичній карті світу і відносинами з іншими країнами та їхніми політичними угруповуваннями з точки зору реалізації політичних, економічних та військово-стратегічних інтересів. Україна межує із сімома іншими незалежними державами: на півночі — із Білоруссю (загальна довжина спільного кордону 1111 км; Брестська і Гомельська області), на сході — з Російською Федерацією (1944 км; Брянська, Курська, Бєлгородська, Воронезька та Ростовська області), на південному заході — з Молдовою (1202 км) і Румунією (601 км), на заході — з Польщею (535 км), Угорщиною (128 км) і Словаччиною (97 км). Це трохи більше, ніж в середньому на політичній карті світу. Загальна довжина державного кордону — 5618 км. Державний кордон України здебільшого проходить по рівнинних територіях. Лише з Румунією, Польщею і Словаччиною він простягається по гористих районах Карпат.

Положення України по відношенню до регіонів Європи
Країни-члени НАТО (зелений) і України (помаренчевий)
Країни-члени Європейського Союзу (зелений) і України (помаренчевий)
Країни-члени ЄвраАзЕС (жовтий) і ГУАМ (помаренчевий)
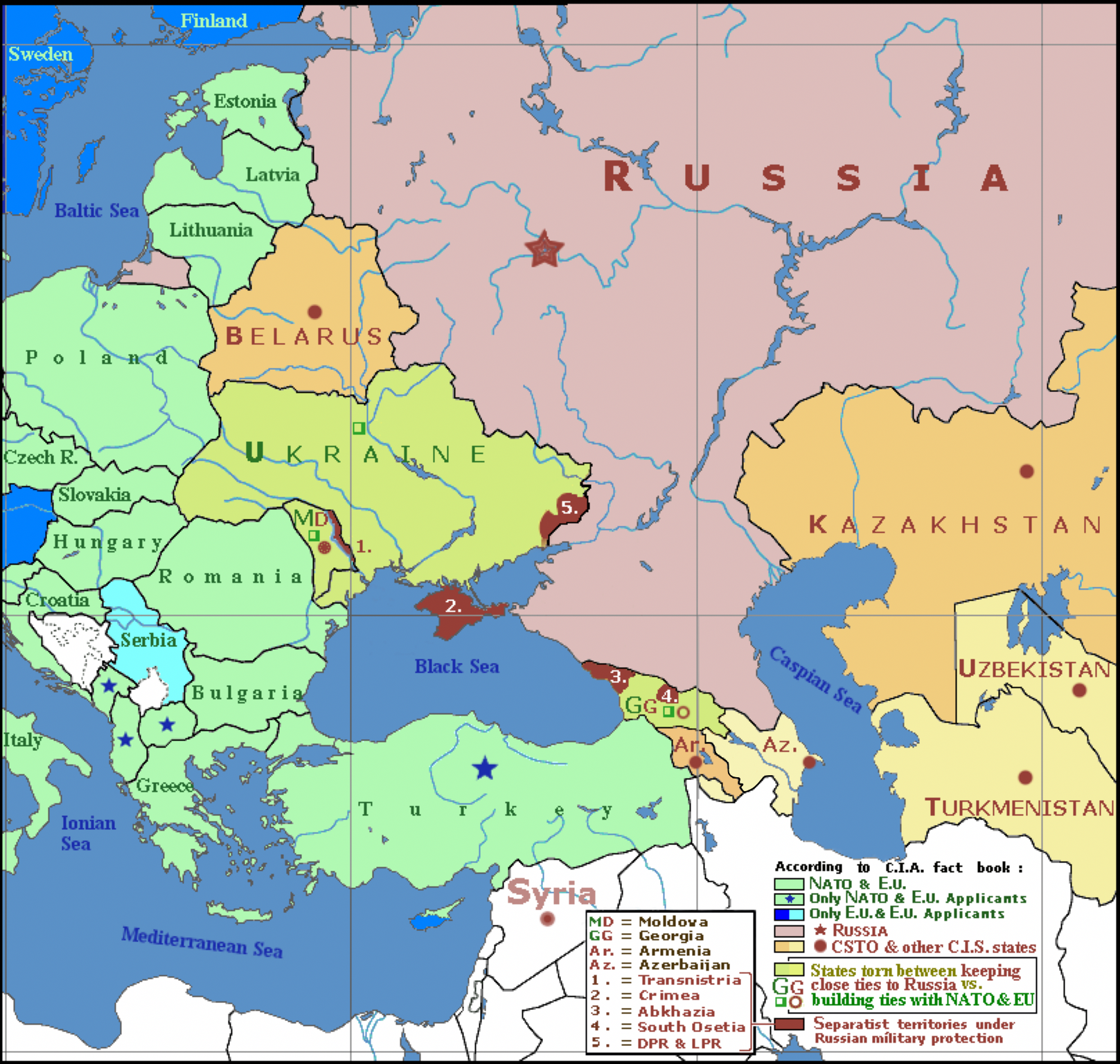
Керована «дуга нестабільності» на південно-західному напрямку Росії

Риси політико-географічного положення України.
Позитивні:
- Розташована в помірному поясі Північної півкулі, як і більшість наймогутніших країн (США, країни Західної Європи, Японія). Її положення сприяє віднесенню до країн «Заможної Півночі» та «Золотого мільярда».
- Європейська держава, що має потужні транспортні зв'язки з більшістю країн Європи.
- Має значну кількість сусідів, частина з яких є членами ЄС та НАТО.
- Має вихід до вод Чорного моря й далі, через Босфор, Дарданелли і Середземне море, у Світовий океан.
- Підтримує добросусідські відносини з більшістю країн світу. Входить до складу низки міжнародних організацій (ООН, Рада Європи, ГУАМ, ОЧЕС)[13].

Негативні:
- Географічно Україна перебуває на вістрі протистояння «Захід — Схід».
- Причорноморський і східний регіони України входять у так звану «дугу нестабільності» збройних конфліктів і «локальних війн», переважно за участі Росії (колишня Югославія — Придністров'я — Абхазія — Південна Осетія — Карабах — Чечня).
- Вихід до вод Світового океану можливий лише через протоки.
- Поблизу кордонів України розташовані невизнані держави, передусім Придністровська Молдавська Республіка.
- Загострення відносин із Росією через проєвропейський цивілізаційний вибір українців[13].

## Економіко-географічне положення
Економіко-географічне положення України характеризує її розміщення щодо географічних об'єктів, які впливають на її економічний стан та можливості розвитку (позитивні та негативні). Велике значення мають країни-сусіди, рівень їхнього розвитку та міждержавні економічні зв'язки. Україна межує на суходолі із 7-ма країнами — Росією (на сході), Білоруссю (на півночі), Польщею, Словаччиною та Угорщиною (на заході), Румунією та Молдовою (на південному заході).
Важливою особливістю географічного положення України є її близькість до промислових і густонаселених районів прилеглих країн. На сході це Центральний, Центрально-Чорноземний та Північнокавказький індустріальні райони Росії, на заході — Силезький і Саксонський промислові вузли. Через територію країни прокладено нафто- і газопроводи, лінії високовольтних електропередач, залізниці та автомобільні шляхи, авіалінії, по яких здійснюються зв'язки з іншими країнами та транзитні вантажо- й пасажироперевезення. Територією України проходять транзитом багато вантажів з Росії та країн Азії до Європи (природний газ, нафта, метали). Завдяки цьому Україна отримує надходження до державного бюджету, розвиває та вдосконалює власну транспортну мережу.
Південну частину України омивають води Чорного та Азовського морів, а на крайньому південному заході — нижнього Дунаю, другої за важливістю після Волги річкової магістралі Європи, що розгалуженою мережею судноплавних приток з'єднує 7 країн. Спільний морський кордон Україна має з Румунією та Росією — це сухопутні і морські сусіди України. На півдні морська виключна економічна зона України у Чорному морі межує з ВЕЗ Туреччини. Через незамерзаючі моря пролягають морські шляхи до портів чорноморських та інших країн світу. На Азово-Чорноморському узбережжі розташовані великі порти: Одеса, Чорноморськ, Миколаїв, Херсон, Севастополь, Керч і Маріуполь. Відстань морем від Одеси до румунської Констанци — 180 км, від Одеси до болгарської Варни — 340 км, від Одеси до турецького Стамбула — 630 км. Волго-Донський канал потенційно може забезпечити безперевалочний зв'язок через внутрішні водні артерії з російськими регіонами басейну Волги та її приток, країнами Каспійського, Балтійського та Арктичного регіону (через Біле море). У межах України течуть повноводні й судноплавні ріки — Дунай, Дністер, Дніпро, Десна, Сіверський Донець.
Вигідне географічне положення України сприяє розвитку внутрішніх економічних зв'язків між окремими регіонами країни та зовнішньоекономічних відносин з прилеглими країнами. Велика кількість сусідів — сприятлива особливість географічного положення України, що створює більше можливостей виходу в зовнішній світ. Найбільший сухопутний кордон (понад ⅓ загальної довжини державного кордону) Україна має із Росією. Через Україну в широтному напрямку проходить дев'ять залізниць, а також важливі автомобільні магістралі, що з'єднують Росію з країнами Європи. Однак із 2014 року цей кордон став дуже нестабільним, що пов'язано із загостренням політичних відносин між нашою країною та Росією, яка ускладнює транзит товарів своєю територією до України та через територію України до Європи, нівелюючи транзитну роль останньої. Реалізації пріоритетного проєвропейського напрямку в зовнішній політиці України сприяє сусідство з країнами — членами Європейського Союзу: Польщею, Словаччиною, Угорщиною та Румунією. Між Польщею та Україною існують давні економічні й політичні відносини. Польща найбільш наполегливо та послідовно підтримує прагнення України увійти до Європейського Союзу. Велика частина державного кордону України з Молдовою проходить по природному кордону — річищу Дністра. Із Білоруссю наша країна має спільну систему річкових і залізничних шляхів.

## Історичний розвиток
Політико- і економіко-географічне положення будь-якої країни не є сталим в історичному ракурсі, воно постійно видозмінюється під впливом різноманітних зовнішніх та внутрішніх чинників. Проте і фізико-географічне положення може змінюватись під впливом зміни території держави, ареалу розселення народу. Розміщення України в південно-східній частині Центральної Європи на перехресті важливих торговельних шляхів сприяло розвитку господарства і суспільно-політичних відносин Київської Русі, посиленню її економічних і культурних зв'язків з іншими народами. Через Україну Дніпром з півночі на південь проходив важливий шлях «з варяг у греки», яким народи Балтії та Скандинавії здійснювали економічні та культурні зв'язки з народами Причорномор'я, Малої Азії та Близького Сходу. Одночасно південною степовою частиною території у часи політичної стабільності проходили торговельні шляхи між Європою і Центральною Азією з Китаєм (Шовковий шлях). Завдяки Чорному морю Україна історично пов'язана з цивілізаціями Середземного моря. У Північному Причорномор'ї та Приазов'ї виникли численні античні міста з високим на той час рівнем розвитку продуктивних сил, що у подальшому мало винятково позитивний вплив на господарство і культуру Київської Русі.
Західні князівства Русі перебували у безпосередній близькості від інших європейських феодальних держав, тому вели з ними інтенсивний торговий обмін сухопутними, річковими та морськими шляхами (Бурштиновий і Соляний шляхи), відбувалося зародження територіального поділу праці в континентальному масштабі. Торговельні шляхи між Європою і Близьким Сходом з Індією теж проходили через територію сучасної України. Але перенесення центрів світової торгівлі у зв'язку з походами хрестоносців XI—XII століть позбавили Київську Русь переваг вигідного географічного положення, що в свою чергу посилило відцентрові тенденції феодальної подрібненості.
Південь Київської Русі разом із Києвом став своєрідним бар'єром, що заслонив шлях до Європи кочовим народам і племенам Великого Степу. З одного боку, це послабило економіку Русі-України, ускладнило її внутрішньополітичне життя та призвело до занепаду і, з іншого — посприяло розвитку західноєвропейської цивілізації. Інтенсивні зв'язки у середньовіччі спочатку встановилися з Хозарським каганатом, а пізніше — зі Золотою Ордою (з політичними центрами у нижній течії Волги), які на століття підкорювали майже всі південно-східні терени сучасної України. Ці землі, звані «Диким полем», упродовж багатьох століть виступали своєрідним азійським політико-культурним півостровом, який справляв помітний вплив на культуру і спосіб життя племен, що приходили сюди зі Сходу.
Упродовж XIV—XX століть чимало етнічних українських земель було включено до складу Польщі (Східна Галичина, Волинь, Полісся, Лемківщина, Надсяння, Холмщина, Підляшшя), Чехо-Словаччини (Закарпаття, Пряшівщина), Угорщини (Закарпаття), Румунії (Південна і Північна Буковина, Північна і Південна Бессарабія, Мармарощина). Частина цих земель є своєрідною західною окраїною українських етнічних земель.
За радянських часів народне господарство України було дуже інтегроване до загальнорадянського територіального поділу праці, задіяна в транспортно-економічних зв'язках, що дуже сильно позначилось за часів незалежності на процесі становлення самостійної економічної моделі, коли старі зв'язки були розірвані, а інтеграція в міжнародний поділ праці потребувала значних капіталовкладень в перебудову підприємств, особливо високотехнологічних. Тому в «перегонах за надприбутками» нових власників підприємств українська економіка змогла інтегруватись до світової економіки здебільшого сировинними галузями та підприємствами первинної переробки (гірництво, чорна металургія, коксохімія, харчова промисловість, сільське господарство).
Україна має свої територіальні особливості розвитку й розміщення продуктивних сил, демографічної ситуації, зайнятості та розселення населення, галузевої структури народного господарства, територіального поділу праці, адміністративно-територіального устрою та економічного районування, використання природних ресурсів і охорони навколишнього середовища, особливо в Донбасі та Придніпров'ї.